# Дабл-Ю Коннекшн
Дабл-ю Коннекшн — футбольный клуб из Тринидада и Тобаго. Клуб базируется в Марабелле и играет домашние матчи на стадионе Мэнни Рамджон. На данный момент команда играет в высшей лиге своей страны.

## История
Команда была сформирована в 1986 году братьями Дэвидом и Патриком Джон Уилльямс. Официально в лиге Тринидада и Тобаго команда начала выступать с 1999 года и в первом сезоне заняла третье место, заодно победив Кубок Тринидада и Тобаго.
Для команды знаменателен сезон 2012/13 — тогда «Дабл-ю Коннекшн» впервые смогли дойти до группового этапа Лиги Чемпионов КОНКАКАФ.

## Состав
Примечание: Флаги указываются, так как игрок может иметь более одного гражданства по правилам ФИФА.
| № |                   | Позиция | Игрок            |
| - | ----------------- | ------- | ---------------- |
|   | Гренада           | Вр      | Джейсон Белфон   |
|   | Тринидад и Тобаго | Вр      | Дензил Смит      |
|   | Тринидад и Тобаго | Защ     | Рональд Чарльз   |
|   | Сент-Люсия        | Защ     | Курт Фредерик    |
|   | Тринидад и Тобаго | Защ     | Исая Гарсия      |
|   | Тринидад и Тобаго | Защ     | Рондель Гибсон   |
|   | Сент-Люсия        | Защ     | Элвинус Майерс   |
|   | Тринидад и Тобаго | ПЗ      | Натаниель Джеймс |
|   | Тринидад и Тобаго | ПЗ      | Куинн Родни      |

| № |                   | Позиция | Игрок          |
| - | ----------------- | ------- | -------------- |
|   | Тринидад и Тобаго | ПЗ      | Молик Хан      |
|   | Доминика          | ПЗ      | Бриль Томас    |
|   | Тринидад и Тобаго | ПЗ      | Аарон Родни    |
|   | Тринидад и Тобаго | ПЗ      | Исая Хадсон    |
|   | Тринидад и Тобаго | ПЗ      | Адан Ноел      |
|   | Суринам           | Нап     | Димитри Апай   |
|   | Тринидад и Тобаго | Нап     | Михаэль Гордон |
|   | Тринидад и Тобаго | Нап     | Джевон Хампхри |
|   | Тринидад и Тобаго | Нап     | Нейл Бенджамин |